# Винновка (Ульяновск)
Винновка — микрорайон в восточной части Железнодорожного района Ульяновска. До 1966 года — село Винновка (Киндяковка).

## История
Винновка (Винный Враг, Киндяковка) основана в 1703 году, на земле пожалованной подьячиму  Симбирской приказной избы Ивану Исаевичу Киндякову.
В 1708 году деревня Винный Враг вошла в состав Симбирского уезда Казанской губернии.
На 1723 год деревня принадлежала канцеляристу Симбирского воеводского правления Афанасию Ивановичу Киндякову.
С 1729 года прихожане деревни ходили в Петра-Павловскую церковь, находившаяся у Волги.
В 1780 году деревня Винной Враг, при ключе винном враге, помещичьих крестьян, вошла в состав Ключищенской волости Симбирского уезда Симбирского наместничества.
В 1790 году Василий Афанасьевич Киндяков купил у Аграфены Ивановны Дурасовой деревню Отраду.
В 1791 году Киндяков Василий Афанасьевич покупает земли у Кошелева Ивана Афанасьевича, где основывает деревню Киндяково (ныне с. Петровское). В 1811 году сельцо Киндяково уже числится за его сыном Петром Киндяковым.
В 1794 году деревня Винновка, Винный враг тож — имение надворного советника Василия Афанасьевича Киндякова. [Карта 1792 г.]
В это же время в северной части сельца была построена Ротонда (Храм-беседка), где собирались члены масонской ложи «Златой Венец» — первой в Симбирской губернии.
В 1796 году — в составе Симбирской губернии. [карта 1808 г.]
К 1802 году был построен каменный двухэтажный дом.
После смерти Павла I отставной полковник П. В. Киндяков получил помилование и перебрался с семьёй в Винновку.
В 1811 году, надворный советник Василий Афанасьевич Киндяков, 6 дворов из Винновки переселил в новообразованную деревню Белый Ключ . [карта 1816 г.]
В 1815 году генерал-майор Пётр Киндяков купил деревню Кашинку.
В 1823 году в северной части деревни был построен второй господский дом, снесённый в дни Октябрьской революции.
В сентябре 1833 года русский поэт А. С. Пушкин, отправляясь в Оренбург по Сызранскому тракту, проезжая мимо Винновской рощи, дорогу ему перебежал заяц, что считалось дурной приметой, после чего ему пришлось возвращаться назад и на следующий день переправляться через Волгу и ехать по другой дороге.
В 1849 году Лев Васильевич и его жена Анна Владиславовна пригласили писателя И. А. Гончарова погостить в Винновку, где у него именно здесь родился замысел нового романа. Также есть предположение, что его жена и дочь Аделаида — одни из прообразов княгини и княжны Лиговских в романе М. Ю. Лермонтова «Герой нашего времени», когда ездили отдыхать в 1837 году в Пятигорск и познакомились с Лермонтовым .
В 1853 году, в северной части сельца, открылся Симбирский ипподром.
На 1861 год сельцо принадлежало подполковнику Александру Львовичу Киндякову, деду Е. М. Перси-Френч, со стороны матери.
В 1863 году сельцо Киндяковка (Винный Враг, Винновка) — во 2-м стане Симбирского уезда Симбирской губернии, в сельце имелся конный завод. [карта 1861 г.]
В 1869 году И. А. Гончаров написал роман «Обрыв», роща и село упоминается как Малиновка. Старые фото: [1] [2] [3].
В 1884 году сельцо Винновка (Винный Враг, Киндяковка) — в Ключищенской волости.
На 1897 год у Винновки в северной части находилась усадьба «Киндяковка» Е. М. Перси-Френч и две сторожки.
28 декабря 1898 года рядом с сельцом открылась ветка Московско-Казанской железной дороги Инза — Симбирск, разъезд назвали «Киндяковка», а в 1916 году открылась ж/д станция «Киндяковка». Со временем здесь образовался посёлок Киндяковка, который в дальнейшем стал микрорайоном «Киндяковка».
В 1900 году в сельце Винновке открылась школа грамоты.
6 (18) июня 1912 года к 100-летнему юбилею И. А. Гончарову в Винновке была торжественно открыта Мемориальная беседка-памятник Гончарову, в 1967 году перенесена в Винновскую рощу.
В 1913 году сельцо Винновка — в Сельдинской волости, в ней была церковно-приходская школа, гильзовое заведение Прохорова и усадьба Екатерины Максимилиановны Перси-Френч . В этом же году от ж/д разъезда «Киндяковка 1-й» начали прокладку подгорной ветки МКЖД, до строившегося Императорского моста через Волгу. В 1916 году возле разъезда открылась станция «Киндяковка» (ныне — Ульяновск-Центральный), рядом с которым вырос посёлок Киндяковка.
6 января 1915 года в Винновке (Киндяковке) прошли состязание по прыжкам на лыжах с трамплина.
В 1918 году здесь проходили боевые действия Гражданской войны. См. статью: Симбирская операция
С 1918 года Винновка становится селом — Винновским сельским Советом, в который вошли: д. Винновка, ж/д разъезды: Киндяковка 1-й, Киндяковка 2-й, Хутор Киндяковка. Хутор, в дальнейшем, стал микрорайоном «Киндяковка».
В 1923 году, на северо-западной окраине Винновской рощи, появились первые жилые дома — возник «хутор при Винновской роще» («Малая Винновка», ныне ул. Первомайская, мкрн Мирный), состоявший из нескольких бревенчатых домов и ряда хозяйственных построек. В ноябре 1941 года к ним подселили эвакуированые заводские специалисты и их семьи УльЗИСа .
В 1924 году Винновский с/с (д. Винновка) — в составе Ульяновской волости Ульяновского уезда Ульяновской губернии, имелась школа I ступени.
В 1928 году — в Ульяновском районе Ульяновского округа Средне-Волжской области. С 1930 года — в Средне-Волжском крае. [карта 1931 г.] [карта 1934 г.] С 1935 года — в Куйбышевском крае. С 1936 года — в Куйбышевской области.
В 1931 году в Винновке был организован колхоз имени ОГПУ. Первым председателем был избран Васильчев Алексей Прохорович.
В 1941 году началась Великая Отечественная война с которой не вернулись жители села. Внизу улицы Беляева, на месте памятника, в годы войны размещался областной сборный пункт отправки на фронт.
Осенью 1941 года в Ульяновск была эвакуирована часть цехов Московского автомобильного завода им. И. В. Сталина, который расположился на землях Винновки, а завод стал называться УльЗиС, с 1944 года — Ульяновский завод малолитражных двигателей, ныне — Ульяновский моторный завод.
С 17 января 1943 года — в Ульяновском районе Ульяновской области. [карта 1947 г.] [карта 1949 г.] [карта 1950 г.]
В послевоенное время в посёлке Винновка из школы I ступени была организована начальная школа № 30, которая действовала до 1970 года (располагалась на Озёрном переулке). Затем была перемещена в микрорайон Киндяковка, ныне гимназия № 30 имени «Железной дивизии».
В 1953 году с предстоящим затоплением Куйбышевским водохранилищем, часть домов были переселены выше, на косогор Симбирской горы.
7 июля 1953 года решением Ульяновского облисполкома № 825 / 32 «Об объединении сельских Советов области» — Вырыпаевский и Винновский с/с объединены в один — Вырыпаевский с центром в селе Вырыпаевка.
17 октября 1966 года Указом Президиума Верховного Совета РСФСР село Винновка включено в состав Ульяновска. [карта 1957 г.]
В ноябре 2018 года в посёлке создан ТОС «Винновский».

## Население
| Год  | Число дворов | Мужского пола | Женского пола | Общее число жителей |
| ---- | ------------ | ------------- | ------------- | ------------------- |
| 1780 | —            | —             | —             | 84 (ревизских душ)  |
| 1794 | 45           | —             | —             | 250                 |
| 1859 | 47           | 188           | 183           | 371                 |
| 1861 | 53           | —             | —             | 168 ревизских душ   |
| 1884 | 89           | 221           | 230           | 451                 |
| 1897 | 97           | 283           | 292           | 575                 |
| 1900 | 122          | 330           | 340           | 670                 |
| 1913 | 140          | 371           | 398           | 769                 |
| 1924 | 175          | —             | —             | 846                 |
| 1926 | 197          | 438           | 477           | 915                 |

## Достопримечательности
- «Винновская роща» — парк культуры и отдыха, открытый в 1966 году.
- Мемориальная беседка Гончарова — памятник-беседка, построенная в 1912 году к 100-летию И. А. Гончарову Екатериной Максимилиановной Перси-Френч (последней из Киндяковых), является одним из символов Ульяновска [5].jpg.
- Родники — на территории рощи находятся множество родников, наиболее известен «Сахарный родник»[58].
- Склепы — два склепа, находящиеся на склоне холма, на котором находится беседка Гончарова [59]. В одном из склепов была захоронена няня Перси-Френч — Дженни Томпкинс, умершая в 1893 году, однако в начале XX века её прах перезахоронили, опасаясь осквернения. Ныне склепы находятся в полуразрушенном состоянии[60][61].
- Ротонда (масонский храм-беседка), построенная Василием Афанасьевичем Киндяковым в конце XVIII веке по проекту симбирского архитектора  Ивана Петровича Тоскани (Giovanni Toscani)[62][63] для заседаний масонов «Златой Венец» (действовал до 1822 г.).[64][65] Была снесена в 1930-х годах. Старые фото: [1][4].
- «Памятник войнам — односельчанам, погибшим в годы Великой Отечественной войне» (1995 г., ул. Беляева)[66][67].

## Факты
- В разные годы здесь бывали: И. П. Тургенев (основатель масонской ложи), А. Ф. Голубцов (Симбирский вице-губернатор),  Н. М. Карамзин (состоял в масонской ложе), М. П. Баратаев, И. И. Дмитриев, В. А. Жуковский, И. А. Гончаров, Н. М. Языков, Д. Д. Минаев, А. Ф. Лабзин, А. П. Ермолов, Е. Н. Сумароков, А. Н. Раевский, Володя Ульянов, П. А. Россиев[16][68].
- Известные люди из рода Киндяковых, жившие в Винновке — П. В. Киндяков и Е. М. Перси-Френч.
- Большинство названий улиц посёлка имеют литературную основу[69] — ул. Неверова, ул. Поэта Благова, ул. Беляева, ул. Аксакова, ул. Садовникова, ул. Соловьёва или историческую основу — Винновская ул., ул. Киндяковых.
- С образованием Куйбышевского водохранилища на территории посёлка постоянно происходят крупные оползни[70][71][72][73].
- В средние века, по оврагу «Большая Винна» (севернее Винновки), действовала Винновская переволока[74].
- Иванов Фирс — активный участник восстания под руководством Емельяна Пугачева, родился здесь[75].

## Память
- «Киндяковка» — микрорайон в Железнодорожном районе Ульяновска;
- «Винновская роща» — парк культуры и отдыха в Железнодорожном районе;
- ДК «Киндяковка», бывший Клуб железнодорожников;
- Улица Киндяковых — улица в мкр Винновка;
- Винновская улица — улица в мкр Винновка;
- 1-й переулок Винновский — в микрорайоне «Киндяковка»;
- 2-й переулок Винновский — в микрорайоне «Киндяковка»;
- Станция «Киндяковка», снесённая в 1970 г., ныне ж/д вокзал «Ульяновск-Центральный»;
- «Малиновка» — название Винновки в романе И. А. Гончарова «Обрыв»;
- Музей «Киндяковка» в школе № 47 г. Ульяновска[76];
- Поселение «Киндяковка» — памятник археологии второй половины II тыс. до н. э. (памятник культуры государственного значения)[77];
- Стихотворение Николая Арнольда «В Киндяковке (Гончаровский обрыв)»[78].

## Винновка на старых фото

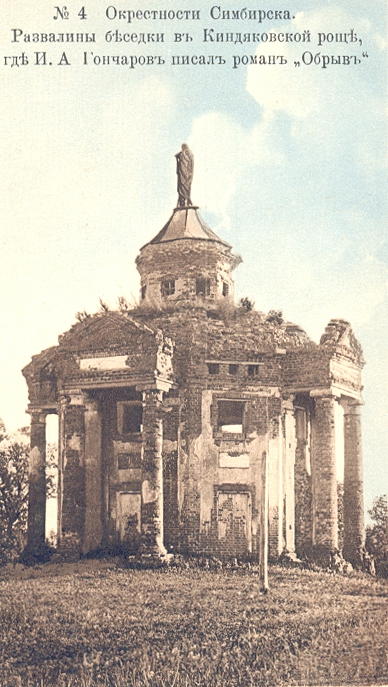
Масонская беседка.
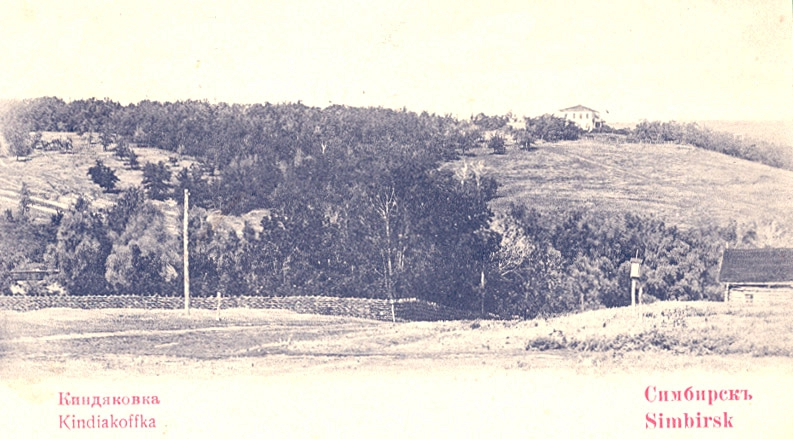
Окрестности Симбирска — Киндяковка. Роща и господский дом.
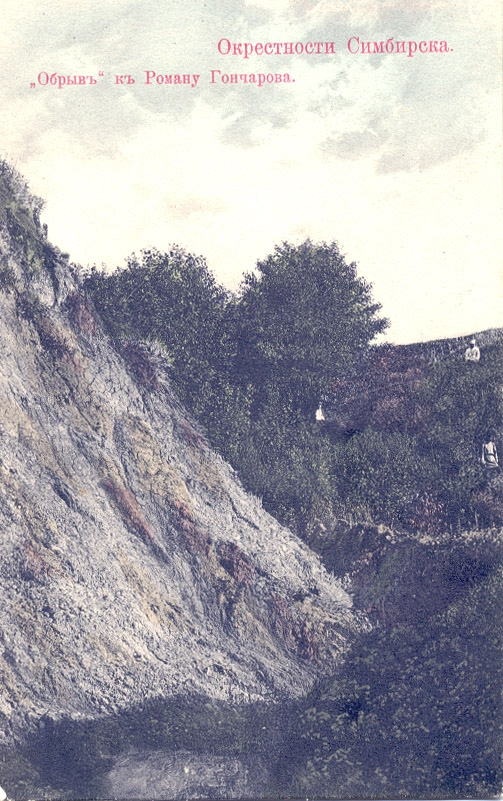
Окрестности Симбирска — обрыв Гончарова.
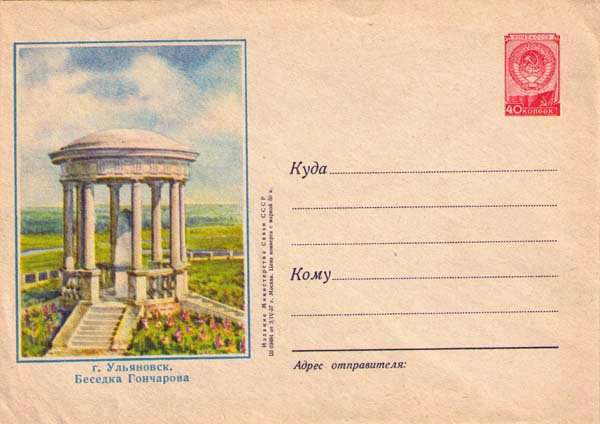
ХМК СССР, 1957. Беседка Гончарова.
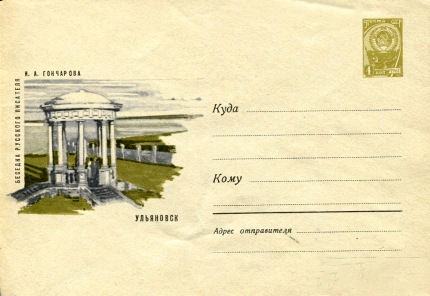
ХМК СССР, 1965. Беседка Гончарова.

## Галерея

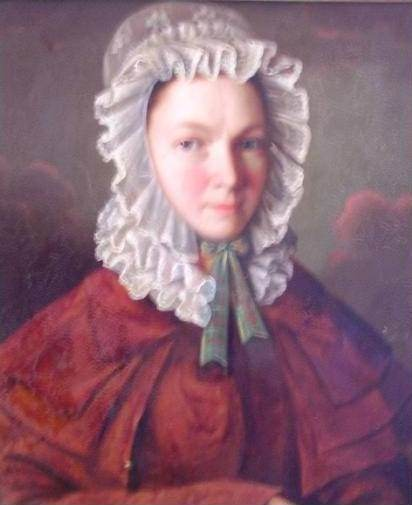
Портрет Анны Владиславовны Киндяковой. 1810-е.
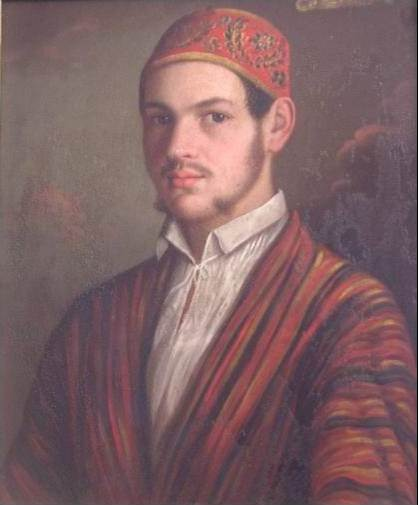
Портрет Льва Васильевича Киндякова. 1810-е гг.
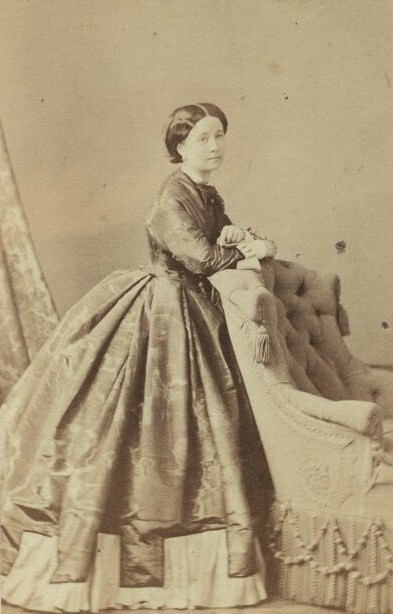
Софья Александровна Киндякова (1832—1902), мать Екатерины Максимилиановны Перси-Френч.
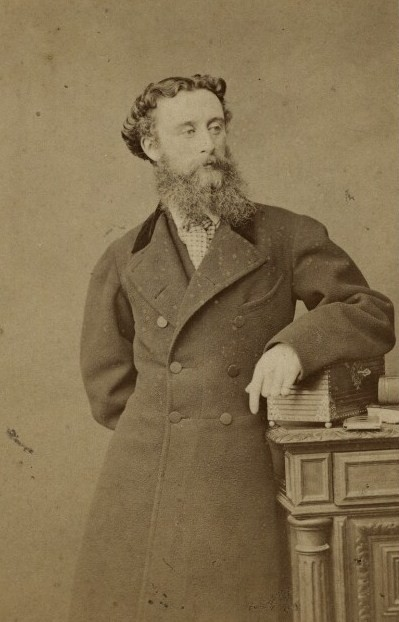
Роберт Максимилиан Перси-Френч (1833—1896), муж Софьи Киндяковой, отец Екатерины Максимилиановны Перси-Френч.
Перси-Френч Екатерина Максимилиановна
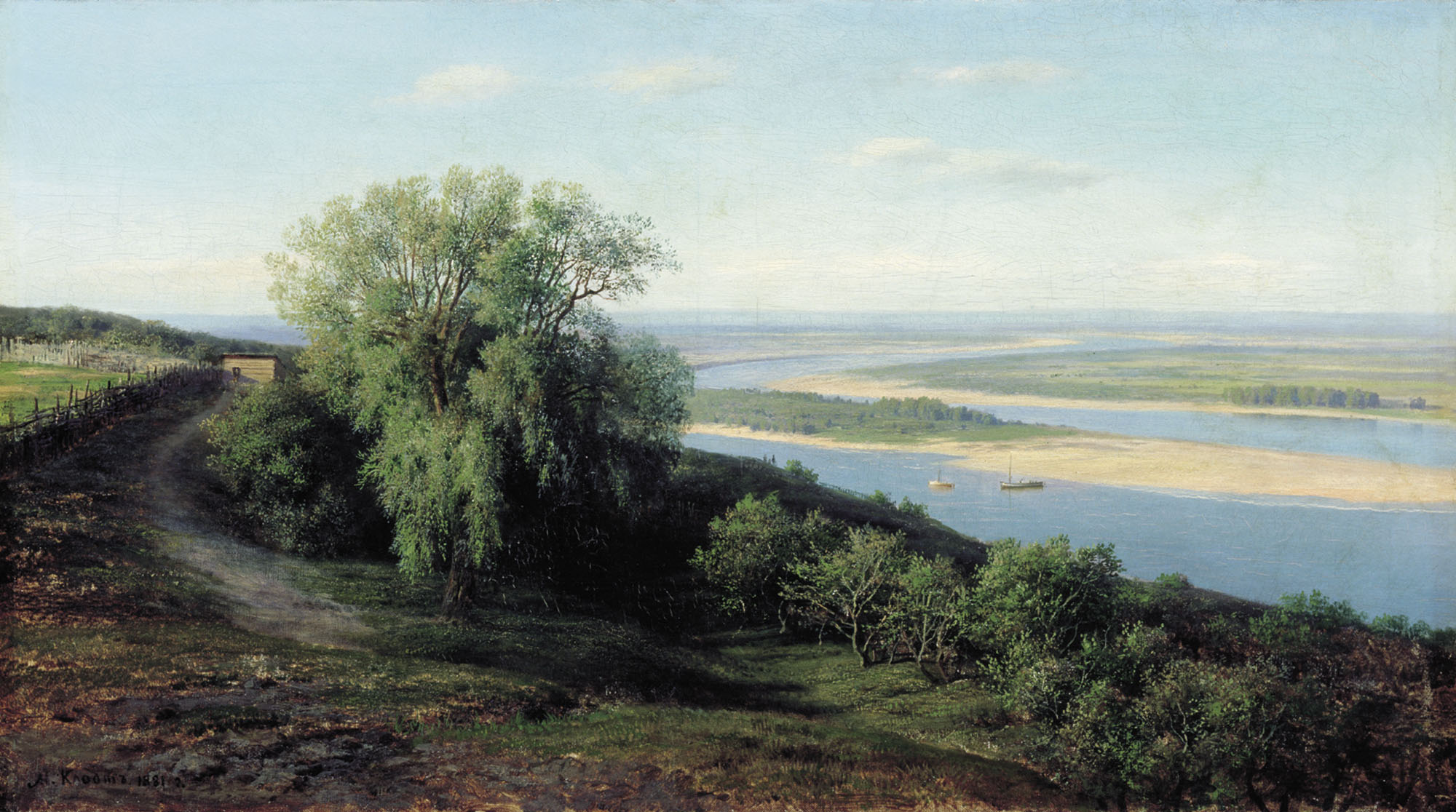
«Волга под Симбирском». (около Винновки), 1881 г. худ. М. К. Клодт.
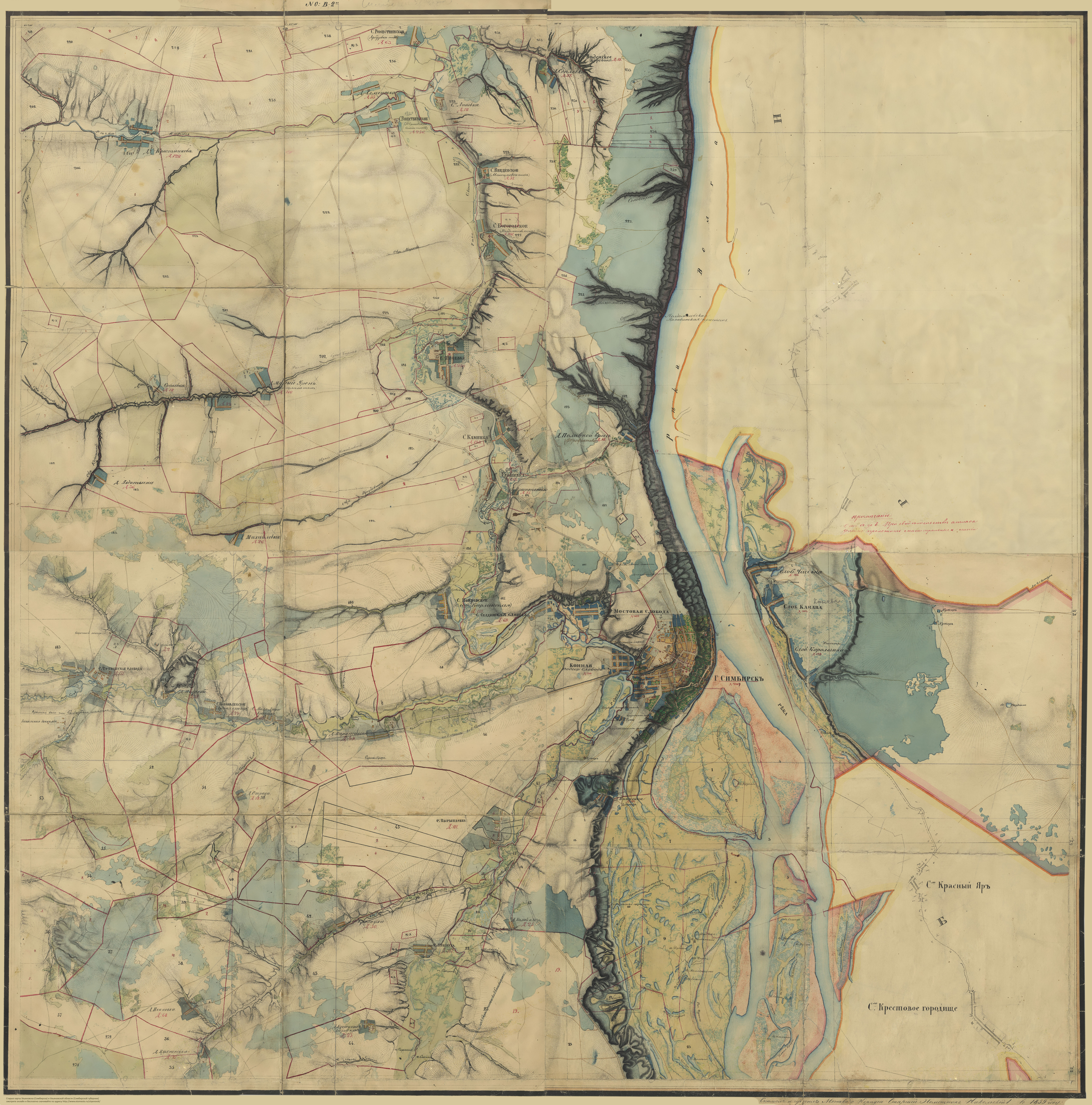
Карта Симбирска и его окрестностей. 1859 г.
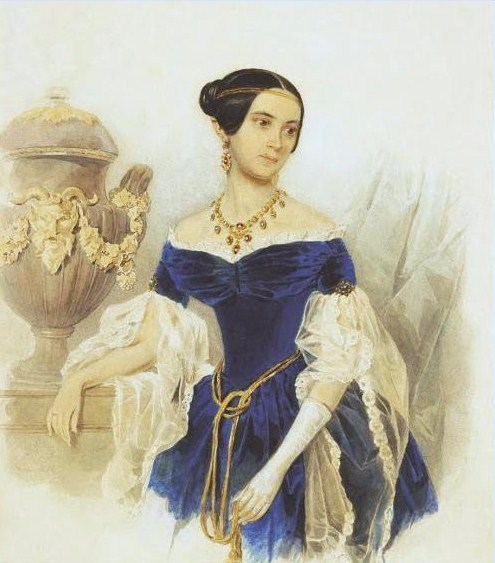
Екатерина Петровна Раевская, ур. Киндякова (1812-1839), жена А. Н. Раевского, дочь Александра Львовича Киндякова.
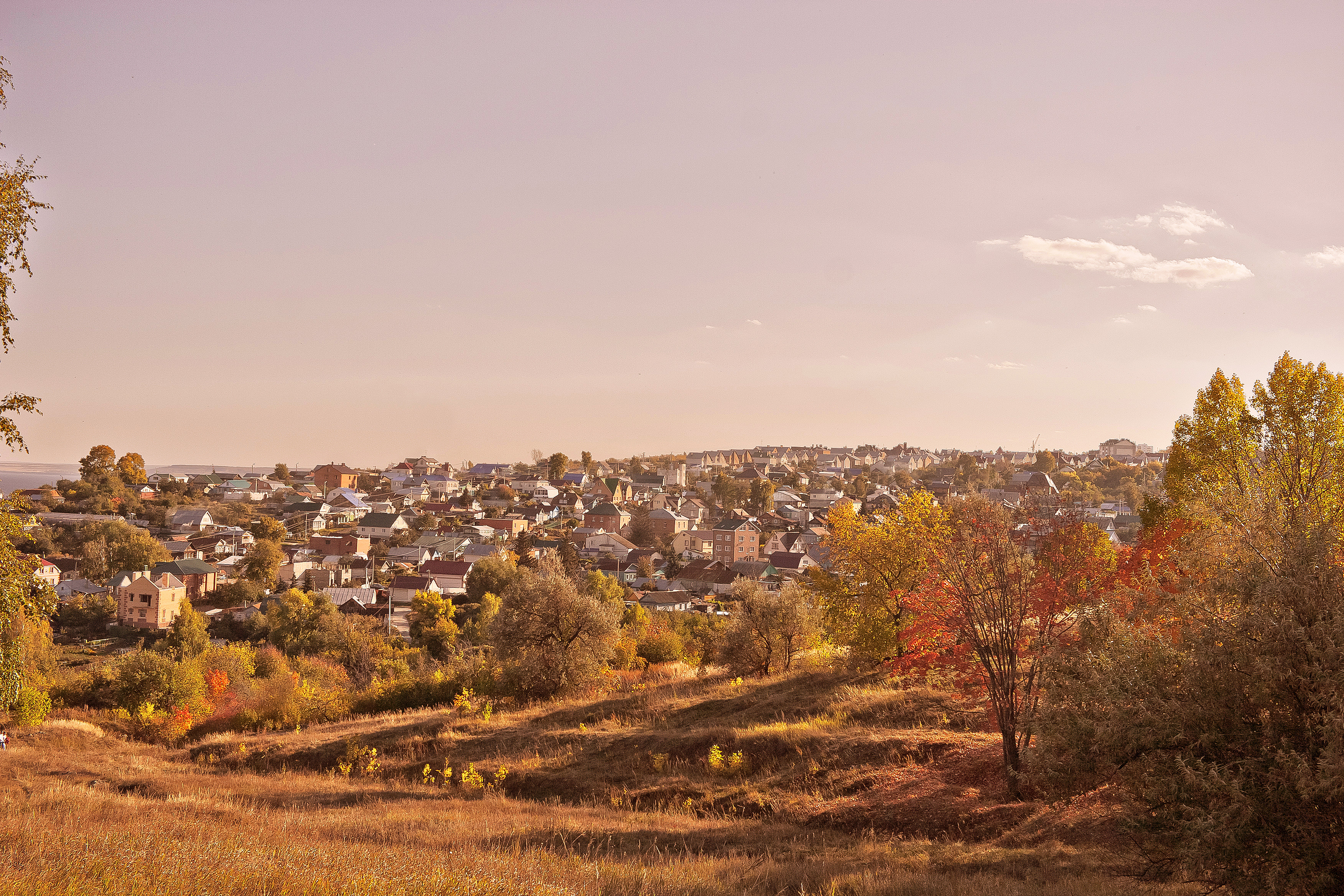
Винновская роща и село Винновка.
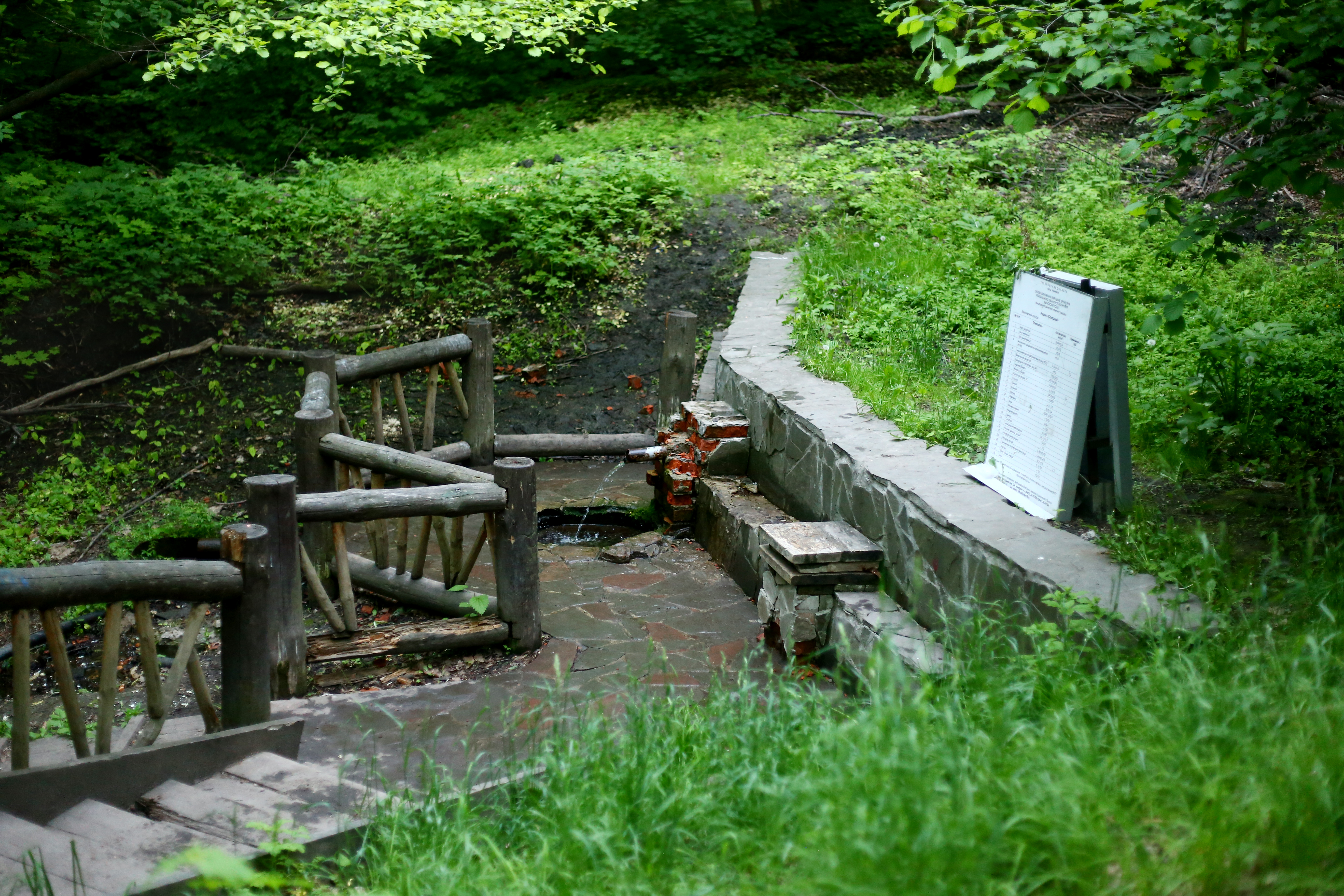
Родник "Сахарный" Винновская роща. Именно по нему изначально село получило название Винный Враг.
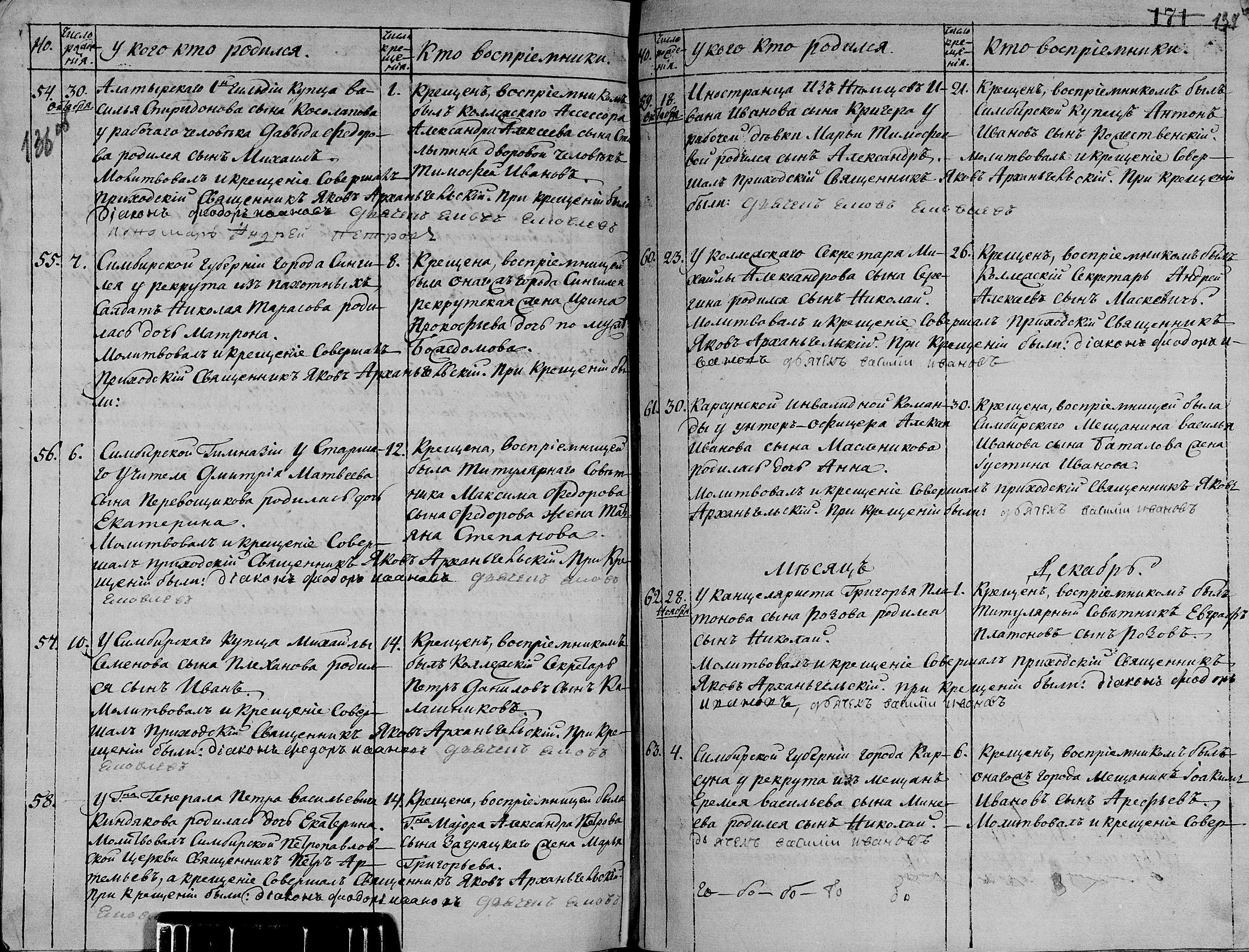
Метрическая запись о рождении Екатерины Петровны Киндяковой, дочери П. В. Киндякова.
Вид посёлок Винновка и на реку Волга со стороны Винновской рощи.